# Садовский, Михаил Викентьевич
Михаи́л Вике́нтьевич Садо́вский (укр. Михайло Вікентійович Садовський; 29 июля 1887, Киев, Российская империя — 29 декабря 1967, Торонто, Канада) — украинский военный и общественный деятель, полковник Армии УНР, генерал-хорунжий (произведён по решению правительства УНР в изгнании).

## Биография
Родом из Киева. Окончил Владимирский Киевский кадетский корпус и Киевское пехотное училище. В 1912 году был произведён в старшины Российской императорской армии. Принимал участие в Первой мировой войне.
В 1918-1920 годах был начальником походной канцелярии Военного министерства при ставке Головного атамана УНР Симона Петлюры. В ноябре 1920 года, после интернирования украинских частей на территорию Польши, находился в лагере в Калише.
В межвоенный период жил в Польше, где стал одним из основателей и заместителем главы Украинского военно-исторического товарищества. В 1939 году возглавил товарищество.
С 1947 года занимал должность директора Украинского военно-исторического института и Музея Украинского войска при нём в Торонто, возглавлял Главный Совет Креста Симона Петлюры, был редактором журнала «Украинский инвалид», сборника «За Государственность» и Библиотеки Украинского военно-исторического товарищества в Варшаве, писал статьи в украиноязычной прессе. Умер в Торонто.
28 мая 2011 года в Оболонском районе Киева был открыт памятник «Старшинам Армии УНР — уроженцам города Киева». В списке, состоящем из 34 имён военных деятелей УНР и Украинской Державы, выгравировано и имя Садовского.